# Episodi di Cardfight!! Vanguard: Legion Mate
Cardfight!! Vanguard: Legion Mate (カードファイト!! ヴァンガード レギオンメイト編?, Kādofaito!! Vangādo Region Meito-hen) è stato trasmesso originalmente in Giappone dal 9 marzo al 19 ottobre 2014 su TV Tokyo per un totale di 33 episodi. Le sigle d'apertura sono V-ROAD dei BUSHI★7 (Daigo, Psychic Lover, Suzuko Mimori, Izumi Kitta, Suara e Shūta Morishima) (ep. 164-179) e KNOCK ON YOUR GATE! di Masatoshi Ono (ep. 180-196) mentre quelle di chiusura sonoGet Up delle FAKY (ep. 164-179) e Get back yourself dei CERASUS (ep. 180-196).

Il logo della serie

La quarta stagione si focalizza su Toshiki Kai che proverà a cercare Aichi, la cui esistenza sembra sia stata rimossa dai ricordi di tutti gli altri.

## Lista episodi
| Nº       | Titolo italiano (traduzione letterale) Giapponese 「Kanji」 - Rōmaji                       | In onda           | In onda |
| Nº       | Titolo italiano (traduzione letterale) Giapponese 「Kanji」 - Rōmaji                       | Giapponese        |         |
| Ride 164 | Leader mancante 「消えた先導者」 - Kieta sendōsha                                          | 9 marzo 2014      |         |
| Ride 165 | Legion 「双闘」 - Region                                                                   | 16 marzo 2014     |         |
| Ride 166 | L'ombra di Aichi 「アイチの影」 - Aichi no kage                                            | 23 marzo 2014     |         |
| Ride 167 | Cerca il compagno 「シーク・ザ・メイト」 - Sīku za Meito                                   | 30 marzo 2014     |         |
| Ride 168 | Il pugno di Naoki 「ナオキの拳」 - Naoki no kobushi                                        | 6 aprile 2014     |         |
| Ride 169 | Gaillard la fiamma blu 「青き炎のガイヤール」 - Aoki honō no Gaiyāru                       | 13 aprile 2014    |         |
| Ride 170 | Neve l'acciaio 「鋼のネーヴ」 - Hagane no Nēvu                                             | 20 aprile 2014    |         |
| Ride 171 | Il leader, Kai 「先導者・櫂」 - Sendōsha Kai                                               | 27 aprile 2014    |         |
| Ride 172 | Introducendo il grande Daikaiser! 「グレートダイカイザー見参！」 - Gurēto Daikaizā kenzan! | 4 maggio 2014     |         |
| Ride 173 | Rati l'illudente 「幻影のラティ」 - Gen'ei no Rati                                         | 11 maggio 2014    |         |
| Ride 174 | Serra il ghiaccio congelato 「凍てつく氷のセラ」 - Itetsuku kōri no Sera                   | 18 maggio 2014    |         |
| Ride 175 | La promessa di Ren 「レンの約束」 - Ren no yakusoku                                        | 25 maggio 2014    |         |
| Ride 176 | Il luogo dove Aichi ritornerà 「アイチの戻る場所」 - Aichi no modoru basho                 | 1º giugno 2014    |         |
| Ride 177 | La verità annunciata 「告げられた真実」 - Tsugerareta shinjitsu                            | 8 giugno 2014     |         |
| Ride 178 | Isola in attesa del vento 「風の待つ島」 - Kaze no matsu shima                             | 15 giugno 2014    |         |
| Ride 179 | La volontà di Kai 「櫂の意志」 - Kai no ishi                                               | 22 giugno 2014    |         |
| Ride 180 | La porta del santuario 「聖域への扉」 - Seīki e no tobira                                  | 29 giugno 2014    |         |
| Ride 181 | Big Bang umano 「男気爆発」 - Otokogi Bigu Ban                                             | 6 luglio 2014     |         |
| Ride 182 | La volontà d'acciaio 「鋼の意志」 - Hagane no ishi                                         | 13 luglio 2014    |         |
| Ride 183 | Cosa non cambia 「かわらないもの」 - Kawaranai mono                                        | 20 luglio 2014    |         |
| Ride 184 | Il giuramento delle fiamme blu 「青き炎の誓い」 - Aoki honō no chikai                      | 27 luglio 2014    |         |
| Ride 185 | Le fiamme della perdizione 「煉獄の炎」 - Rengoku no honō                                  | 3 agosto 2014     |         |
| Ride 186 | Sonno interrotto 「解かれた眠り」 - Tokareta nemuri                                        | 10 agosto 2014    |         |
| Ride 187 | Aichi si risveglia 「アイチ覚醒」 - Aichi kakusei                                          | 17 agosto 2014    |         |
| Ride 188 | Fredda ambizione 「冷たい野望」 - Tsumetai yabō                                            | 24 agosto 2014    |         |
| Ride 189 | La resurrezione di Omega 「復活のオメガ」 - Fukkatsu no Omega                              | 31 agosto 2014    |         |
| Ride 190 | La determinazione delle fiamme bluastre 「青き炎の決意」 - Aoki honō no ketsui             | 7 settembre 2014  |         |
| Ride 191 | Il nostro posto 「俺達の場所」 - Oretachi no basho                                         | 14 settembre 2014 |         |
| Ride 192 | Orgoglio delle fiamme 「炎の意地」 - Honō no iji                                           | 21 settembre 2014 |         |
| Ride 193 | Spada della distruzione 「破滅の剣」 - Hametsu no tsurugi                                  | 28 settembre 2014 |         |
| Ride 194 | Spada del coraggio 「勇気の剣」 - Yūki no tsurugi                                          | 5 ottobre 2014    |         |
| Ride 195 | Una stagione di viaggi 「旅立ちの季節」 - Tabidachi no kisetsu                             | 12 ottobre 2014   |         |
| Ride 196 | I Vanguard 「先導者たち」 - Sendōsha-tachi                                                 | 19 ottobre 2014   |         |

## Home video

### Giappone
Gli episodi di Cardfight!! Vanguard: Legion Mate sono stati pubblicati per il mercato home video nipponico in edizione DVD dal 17 settembre 2014 al 15 aprile 2015.
| N° | Data              | Episodi | Fonte |
| -- | ----------------- | ------- | ----- |
| 1  | 17 settembre 2014 | 164-167 | [ 5 ] |
| 2  | 15 ottobre 2014   | 168-171 | [ 5 ] |
| 3  | 19 novembre 2014  | 172-175 | [ 5 ] |
| 4  | 17 dicembre 2014  | 176-179 | [ 5 ] |
| 5  | 21 gennaio 2015   | 180-183 | [ 5 ] |
| 6  | 18 febbraio 2015  | 184-188 | [ 5 ] |
| 7  | 18 marzo 2015     | 189-192 | [ 5 ] |
| 8  | 15 aprile 2015    | 193-196 | [ 5 ] |